# Torneo de Adelaida 2023 I
El Adelaide International I 2023 fue un evento de tenis de la ATP 250 y de la WTA 500, y se disputó en Adelaida (Australia) en el complejo Memorial Drive Center y en cancha dura al aire libre, siendo parte de una serie de eventos que hacen de antesala al Abierto de Australia, desde el 16 hasta el 23 de enero de 2023.

## Distribución de puntos
| Modalidad            | Campeón | Finalista | Semifinales | Cuartos de final | 2ª ronda | 1ª ronda | Clasificados | 2ª ronda de clasificación | 1ª ronda de clasificación |
| Individual masculino | 250     | 165       | 100         | 50               | 25       | 0        | 13           | 7                         | 0                         |
| Dobles masculino     | 250     | 150       | 90          | 45               | 20       | 0        | -            | -                         | -                         |

| Modalidad           | Campeona | Finalista | Semifinales | Cuartos de final | 2.ª ronda | 1.ª ronda | Clasificadas | 3.ª ronda de clasificación | 2.ª ronda de clasificación | 1.ª ronda de clasificación |
| Individual femenino | 470      | 305       | 185         | 100              | 55        | 1         | 25           | 18                         | 13                         | 1                          |
| Dobles femenino     | 470      | 305       | 185         | 100              | -         | 1         | -            | -                          | -                          | -                          |

## Cabezas de serie

### Individual masculino
| Tenista               | Ranking | Preclasificado |
| Novak Djokovic        | 5       | 1              |
| Félix Auger-Aliassime | 6       | 2              |
| Daniil Medvédev       | 7       | 3              |
| Andrey Rublev         | 8       | 4              |
| Holger Rune           | 11      | 5              |
| Jannik Sinner         | 15      | 6              |
| Denis Shapovalov      | 18      | 7              |
| Karen Khachanov       | 20      | 8              |

- Ranking del 26 de diciembre de 2022.[3]

### Dobles masculino
| Tenista                            | Ranking | Preclasificado |
| Wesley Koolhof Neal Skupski        | 2       | 1              |
| Marcelo Arévalo Jean-Julien Rojer  | 12      | 2              |
| Lloyd Glasspool Harri Heliövaara   | 23      | 3              |
| Jamie Murray Michael Venus         | 52      | 4              |
| Juan Sebastián Cabal Robert Farah  | 58      | 5              |
| Robin Haase Matwé Middelkoop       | 66      | 6              |
| Hugo Nys Jan Zieliński             | 75      | 7              |
| Matthew Ebden Aisam-ul-Haq Qureshi | 90      | 8              |

### Individual femenino
| Tenista               | Ranking | Preclasificado |
| Ons Jabeur            | 2       | 1              |
| Aryna Sabalenka       | 5       | 2              |
| Daria Kasatkina       | 6       | 3              |
| Veronika Kudermetova  | 8       | 4              |
| Danielle Collins      | 14      | 5              |
| Anett Kontaveit       | 17      | 6              |
| Jeļena Ostapenko      | 18      | 7              |
| Ekaterina Alexandrova | 19      | 8              |

- Ranking del 26 de diciembre de 2022.[4]

### Dobles femenino
| Tenista                            | Ranking | Preclasificada |
| Storm Sanders Kateřina Siniaková   | 11      | 1              |
| Jeļena Ostapenko Liudmila Kichenok | 23      | 2              |
| Nicole Melichar Ellen Perez        | 39      | 3              |
| Shuko Aoyama Ena Shibahara         | 45      | 4              |
| Hao-ching Chan Zhaoxuan Yang       | 52      | 5              |
| Asia Muhammad Taylor Townsend      | 59      | 6              |
| Yana Sízikova Anastasiya Potápova  | 89      | 7              |
| Anna Danilina Anna Kalínskaya      | 90      | 8              |

## Campeones

### Individual masculino
Novak Djokovic venció a  Sebastian Korda por 6-7(8-10), 7-6(7-3), 6-4

### Individual femenino
Aryna Sabalenka venció a  Linda Nosková por 6-3, 7-6(7-4)

### Dobles masculino
Lloyd Glasspool /  Harri Heliövaara vencieron a  Jamie Murray /  Michael Venus por 6-3, 7-6(7-3)

### Dobles femenino
Asia Muhammad /  Taylor Townsend vencieron a  Storm Sanders /  Kateřina Siniaková por 6-2, 7-6(7-2)